# Oldřich Nejedlý
Oldřich Nejedlý (26 décembre 1909 – 11 juin 1990) est un footballeur tchécoslovaque.

## Biographie
Oldřich Nejedlý est un des premiers grands buteurs de la coupe du monde de football. Avec la Tchécoslovaquie, il termine meilleur buteur en 1934, avec cinq réalisations, malgré une défaite en finale, et inscrit deux nouveaux buts en 1938.

## Carrière

### Club
- Sparta Prague : 388 buts marqués en 415 matchs, dont 162 buts marqués en 187 matchs de championnat de 1931 à 1939 (ratio de 0,87 but par match)[1]

### Sélection
- Tchécoslovaquie : 44 sélections, 29 buts, de 1931 à 1939[2]

## Palmarès
- Vice-champion du monde : 1934
- Champion de Tchécoslovaquie : 1932, 1936, 1938
- Meilleur buteur provisoire du championnat (inachevé cette saison-là) : 1938–1939 (21 buts)
- Coupe Mitropa : 1935